# Gwendalyn Gibson
Gwendalyn Gibson (5 de abril de 1999) es una deportista estadounidense que compite en ciclismo de montaña en la disciplina de campo a través]. Ganó una medalla de bronce en el Campeonato Mundial de Ciclismo de Montaña de 2022, en la prueba de distancia corta.

## Medallero internacional
| Campeonato Mundial | Campeonato Mundial | Campeonato Mundial | Campeonato Mundial   |
| Año                | Lugar              | Medalla            | Competición          |
| ------------------ | ------------------ | ------------------ | -------------------- |
| 2022               | Les Gets (Francia) | Medalla de bronce  | Campo a través corto |